# Вар (родовище)
Вар (фр. Var) — рудний район в департаменті Вар, Франція. Відкритий в 1879 році.

## Характеристика
Включає більше 10 родовищ бокситів осадового типу. Бокситоносна товща альбської доби. Найбільші поклади знаходяться в синкліналях. Форма рудних тіл пластоподібна, потужність 6-12 м, шириною 400—1000 м, протяжність 1500-3000 м, глибина залягання 50-200 м.
Переважають залізисті різновиди бокситів червоного кольору уламкової, пізолітової і оолітової структури. Основні мінерали: беміт, каолініт, гематит. Руди містять 55-60% Al2O3, 3-6% SiO2, 23-25% Fe2О3, 2,2-2,5% TiO2.

## Технологія розробки
Родовища розробляються підземним способом.